# Carin Cone
Carin Alice Vanderbush-Cone (Huntington (New York), 18 april 1940) is een Amerikaans voormalig zwemster, gespecialiseerd in de rugslag. Ze won in 1956 op de Olympische Zomerspelen in Melbourne nipt de zilveren medaille op de 100 meter rugslag.

## Biografie

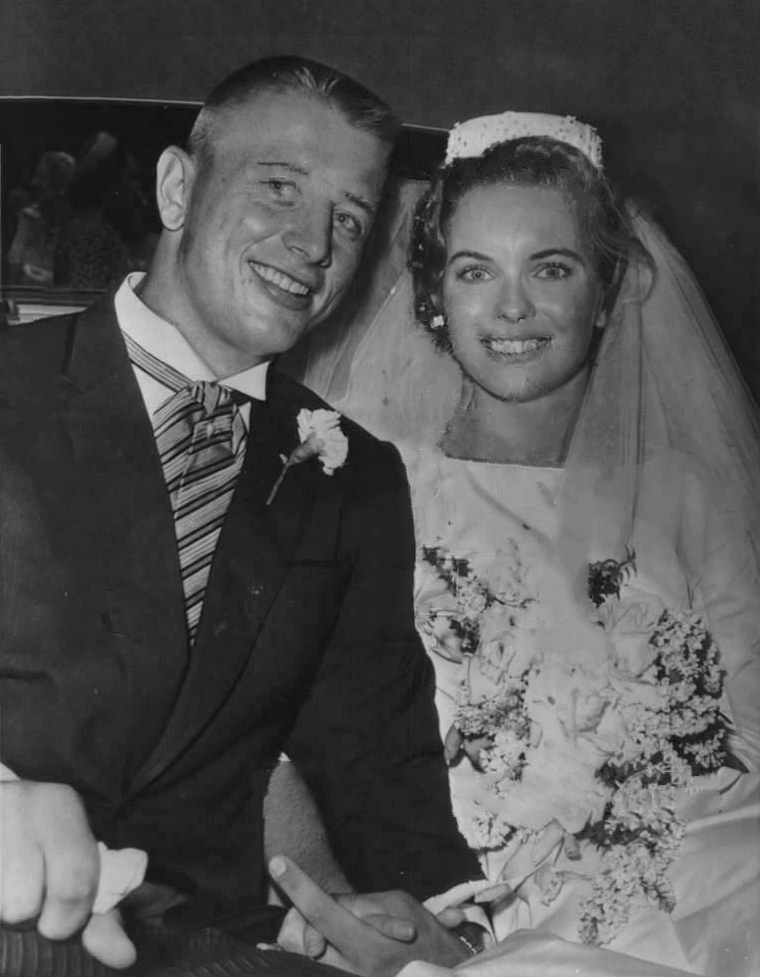
Cone tijdens haar bruiloft met Albert Vanderbush III in 1962.

Cone veroverde in 1955 haar eerste nationale titels toen ze eerste werd op de 200 yards en de 100 meter rugslag. Ze zou de vijf jaar erna, zowel indoor als outdoor, ongeslagen blijven op de 100 meter rugslag. Cone bemachtigde zestien AAU-titels en zette zeven wereldrecords op vier afstanden en 24 Amerikaanse records op haar naam. Zes van de Amerikaanse records behaalde ze in een 50 meter-zwembad, met haar acht AAU-rugslagtitels verbeterde ze Suzanne Zimmermans record van zeven.
Op de Olympische Zomerspelen in Melbourne (1956) finishte ze tegelijk met de Britse Judy Grinham in een exact gelijke tijd. De jury wees echter Grinham aan als winnaar, Cone werd tweede. Internationaal behaalde Cone haar grootste successen in 1959. Ze won beide nationale rugslagtitels bij de vrouwen en verbeterde het door haar in 1956 gevestigde wereldrecord op de 220 yards rugslag met meer dan drie seconden. Op de Pan-Amerikaanse Spelen won ze twee titels (100 meter rugslag, wisselslagestafette) en zette ze een nieuw wereldrecord op de 100 meter rugslag op haar naam. Tijdens de wisselslagestafette (met Chris von Saltza, Ann Bancroft en Becky Collins) zwom ze haar rugslagaandeel in de recordtijd van 1.11,4 minuut. Het lukte haar evenwel niet om zich in 1960 te kwalificeren voor de Olympische Zomerspelen in Rome. Ze beëindigde daarop haar sportieve carrière.
Cone trouwde in 1962 met Albert Vanderbush III, aanvoerder van het militair voetbalelftal. Het stel kreeg twee zoons. Later was ze actief in zwemwedstrijden voor masters. Ze werd in 1984 opgenomen in de International Swimming Hall of Fame.

## Erelijst
- Pan-Amerikaans kampioen: 1959.
- Amerikaans kampioen: 1955, 1956, 1957, 1958, 1959.